# Trematodon kurzii
Trematodon kurzii là một loài rêu trong họ Bruchiaceae. Loài này được Hampe ex Gangulee mô tả khoa học đầu tiên năm 1971.